# کمپ وود (تگزاس)
کمپ وود، تگزاس(به انگلیسی: Camp Wood, Texas) شهری در ایالت تگزاس از ایالات جنوبی ایالات متحده آمریکا است. در سرشماری سال ۲۰۰۰، جمعیت این شهر ۸۲۲ نفر اعلام شد.